# Fronteras (kommun)
Fronteras är en kommun i Mexiko.   Den ligger i delstaten Sonora, i den nordvästra delen av landet, 1 600 km nordväst om huvudstaden Mexico City.
Följande samhällen finns i Fronteras:
- Esqueda
- Fronteras